# Osmylites udensis
Osmylites udensis là một loài côn trùng trong họ Osmylitidae thuộc bộ Neuroptera. Loài này được Ponomarenko miêu tả năm 1984.